# Хутор (Гомельская область)
Хутор (бел. Ху́тар; до 2007 года — посёлок) — микрорайон города Гомеля в Новобелицком районе.
Упразднённый посёлок в Гомельском районе Гомельской области Республики Беларусь. В составе Чёнковского сельсовета.

## История
В 1926—1927 годах — центр Хуторского сельсовета.
25 июня 1963 года посёлок включён в городскую черту Гомеля.
17 мая 2007 года южная часть посёлка, которая оставалась за чертой Гомеля, передана в подчинение Гомельских городских Совета депутатов и исполнительного комитета, включён в состав территории Новобелицкого района г. Гомеля.

## Улицы
- Алмазная
- В. А. Белого
- Г. М. Димитрова
- Жемчужная
- И. Е. Каленикова
- В. С. Оськина
- Кристалловская
- Белицкая

## Известные лица
- Чураков Владимир Тарасович (1927—2011) — Герой Социалистического Труда (1971), заслуженный рационализатор Беларуси.